# Кастелделчи
Кастелделчи је насеље у Италији у округу Римини, региону Емилија-Ромања.
Према процени из 2011. у насељу је живело 511 становника. Насеље се налази на надморској висини од 582 м.

## Становништво
| 1951. | 1961. | 1971. | 1981. | 1991. | 2001. | 2011. |
| ----- | ----- | ----- | ----- | ----- | ----- | ----- |
| 1.531 | 1.184 | 811   | 676   | 585   | 511   | 445   |